# لری کینگ
لَری کینگ (به انگلیسی: Larry King) با نام اصلی لارنس هاروی زیگر (به انگلیسی: Lawrence Harvey Zeiger) ‏(زاده ۱۹ نوامبر ۱۹۳۳ در نیویورک – ۲۳ ژانویهٔ ۲۰۲۱ در لس آنجلس)، مجری پرسابقه شبکه تلویزیونی سی‌ان‌ان بود.

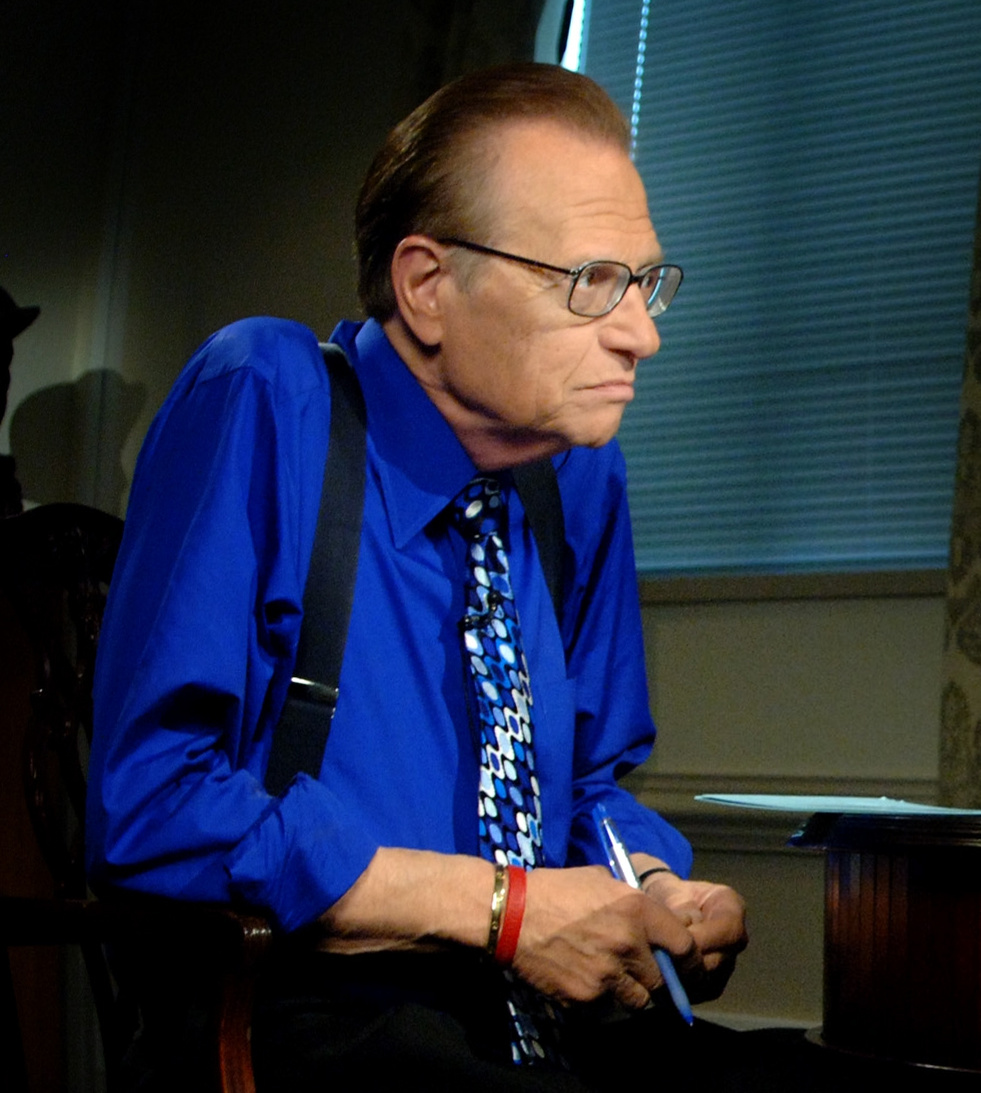

## زندگی شخصی

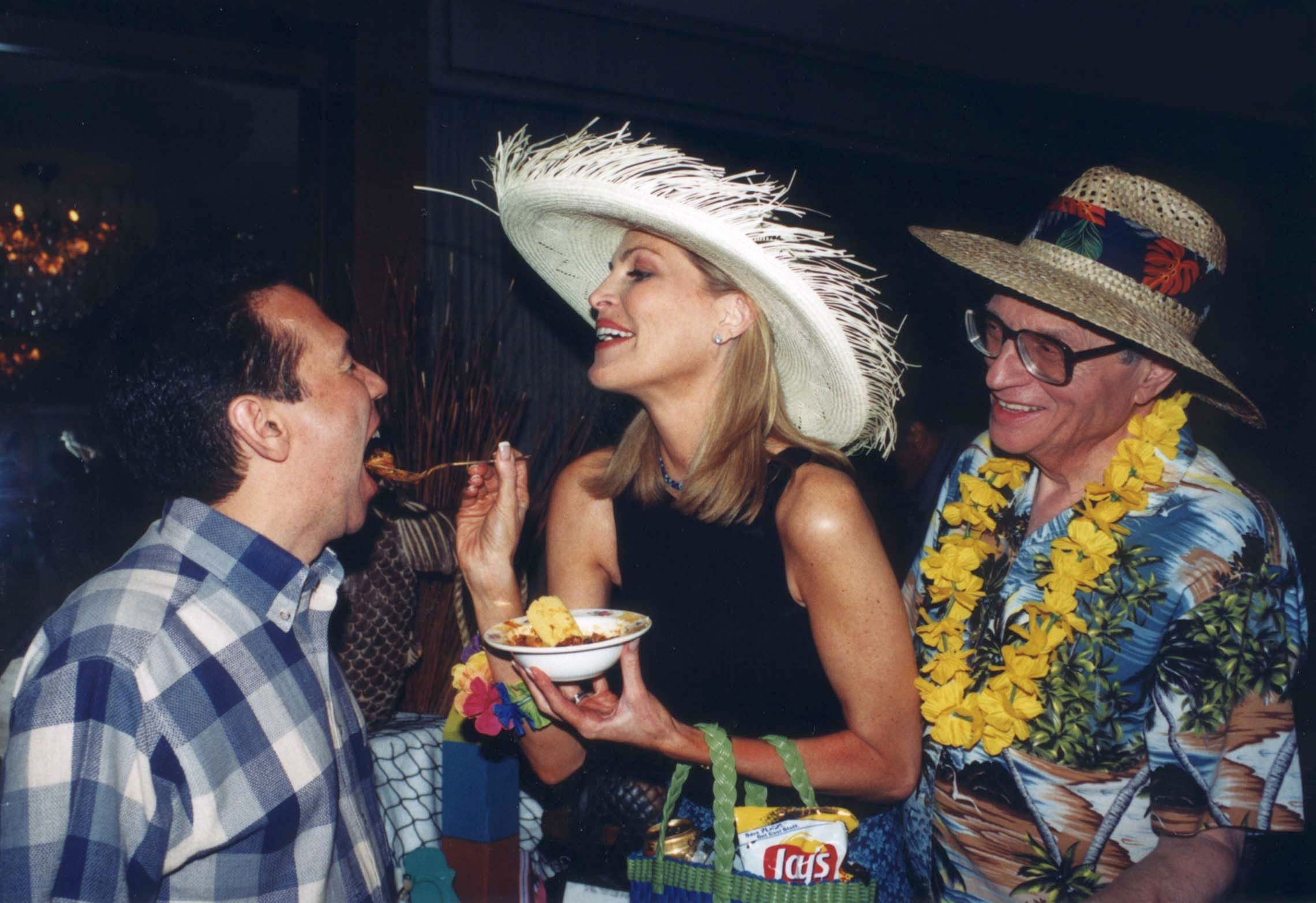
4 ژوئن 1999 گیلبرت گاتفرید لری کینگ و همسر شان ساوتویک واشنگتن دی سی

لری کینگ در محله بروکلین در نیویورک سیتی از خانواده‌ای مهاجر یهودی زاده شد. پدرش در سن ۴۴ سالگی در اثر بیماری قلبی درگذشت. مرگ پدر تأثیر خاصی در زندگی لری گذاشت و باعث شد علاقه خود به تحصیل را از دست بدهد. او پس از پایان دوران دبیرستان وارد بازار کار شد تا بتواند از لحاظ مالی به مادرش کمک کند.
لری کینگ هشت بار ازدواج کرد و ۵ فرزند، ۹ نوه، و ۴ نتیجه داشت. در سال ۲۰۲۱ دختر او به نام "چایا" در اثر ابتلا به سرطان ریه و پسرش "اندی" در اثر حمله قلبی در فاصله چند هفته از یکدیگر درگذشتند.

## زندگی حرفه‌ای
لری کینگ در مدت ۶۳ سال کار در رادیو، تلویزیون، و رسانه‌های دیجیتال چندین‌هزار گفتگو با افراد گوناگون انجام داد و در سراسر جهان به‌خاطر تاک شوهایش شناخته می‌شد. او در دهه ۱۹۷۰ (میلادی) با برنامه رادیویی خود لری کینگ شو در شبکه تجاری میوچال برودکستیگ سیستم به شهرت رسید.
لری کینگ در سال ۱۹۸۵ (میلادی) اجرای برنامه «لری کینگ لایو» (به معنی "اجرای زندهٔ لَری کینگ") را در سی‌ان‌ان آغاز کرد و به سرعت یکی از بزرگترین ستارگان این شبکه شد. او در این برنامه به پرسش‌های هزاران تماشاگر تلفنی پاسخ می‌داد. پخش این برنامه در سال ۲۰۱۰ (میلادی) و به دنبال کاهش زیاد بینندگان، پایان یافت. پس از آن او اجرای برنامه لری کینگ حالا را آغاز کرد که از شبکه‌های اُرا، هولو، و آرتی آمریکا پخش می‌شد.
با اینحال به خاطر به‌چالش نکشیدن مهمانان خود، مورد انتقاد بود. او پیش از انجام مصاحبه، بررسی زیادی درباره موضوع آن انجام نمی‌کرد تا بتواند در کنار بینندگان چیز یاد بگیرد. او با پرسش‌های آسان خود، به مصاحبه شونده امکان می‌داد آزادانه و بدون ترس از به چالش کشیده شدن، موضع‌گیری خود را بیان کنند.
نیویورک تایمز تخمین زده که لری کینگ در دوران کاری خود بیش از ۵۰ هزار مصاحبه انجام داده‌است. او از زمان ریچارد نیکسون تا دونالد ترامپ با همه رئیس‌جمهورهای آمریکا مصاحبه کرده‌بود. مارتین لوتر کینگ جونیور، چهاردهمین دالایی لاما، نلسون ماندلا، و لیدی گاگا از دیگر مهمانان برنامه او بودند.
لری کینگ همچنین در زمان ریاست‌جمهوری محمود احمدی‌نژاد و هنگامیکه که وی برای شرکت در مجمع عمومی سازمان ملل متحد به نیویورک سفر کرده بود دو بار با او مصاحبه کرد.

## جوایز
لری کینگ در طول زندگی حرفه‌ای خود جوایز بسیاری از جمله دو جایزه پیبادی ۱۹۸۲ و ۱۹۹۲ را برد.

## درگذشت
لری کینگ که در ۲ ژانویه ۲۰۲۱ به‌خاطر ابتلا به کووید ۱۹ در بیمارستان بستری شده بود در ۲۳ ژانویه ۲۰۲۱ در مرکز پزشکی سیدرز-ساینای لس آنجلس درگذشت.